# Double push
De double push is bij het inline-skaten een aparte techniek. 
Er vindt twee keer per slag een afzet plaats. De eerste keer is op het moment dat het standbeen wordt neergezet (inzet). De inline-skate wordt eerst naar binnen gedrukt (de eerste afzet) daarna buigt hij langzaam naar buiten en volgt de normale afzet (tweede afzet). Doordat men een dubbele afzet heeft kan er sneller gereden worden.
Dit kan alleen op de inline-skates en niet op schaatsen. Dit omdat men op schaatsen minder mogelijkheden heeft om kleine bochten te maken. Bij de schaatstechniek gaat de schaats na de inzet rechtdoor, buigt langzaam naar buiten af waarna de afzet volgt. 
De uitvinder is onbekend, maar Chad Hedrick bracht de techniek voor het eerst onder de aandacht.